# カラマツ属
カラマツ属（カラマツぞく、唐松属、落葉松属、学名：Larix）は、裸子植物門マツ亜門マツ綱マツ科の属である。カラマツ Larix kaempferi などの種が知られている。樹皮は暗褐色で鱗状である。葉はマツより短めの針葉で、20 - 40本が束状に生える。葉はそれほど濃密ではないので、林内はそれほど暗くならない。なお、キンポウゲ科にカラマツソウ属があり、これに含まれる植物にも〜カラマツの名を持つものがある。

## 形態

### 樹形
おおむねクリスマスツリー状の形になるが、やや細長い印象を持つものが多い。最大種はアメリカ西部の山岳地帯に分布するLarix occidentalisという種で樹高60m近くに達する。枝は同じ高さから四方八方に伸ばす（輪生という）。同じマツ科のマツ属（学名：Pinus）やヒマラヤスギ属（学名：Cedrus）と同じく枝には二種類あり、旺盛に伸長し我々が一般に「枝」と呼ぶものを長枝、葉の付け根にあるごく短いものを短枝という。樹皮は灰色で荒く裂ける。

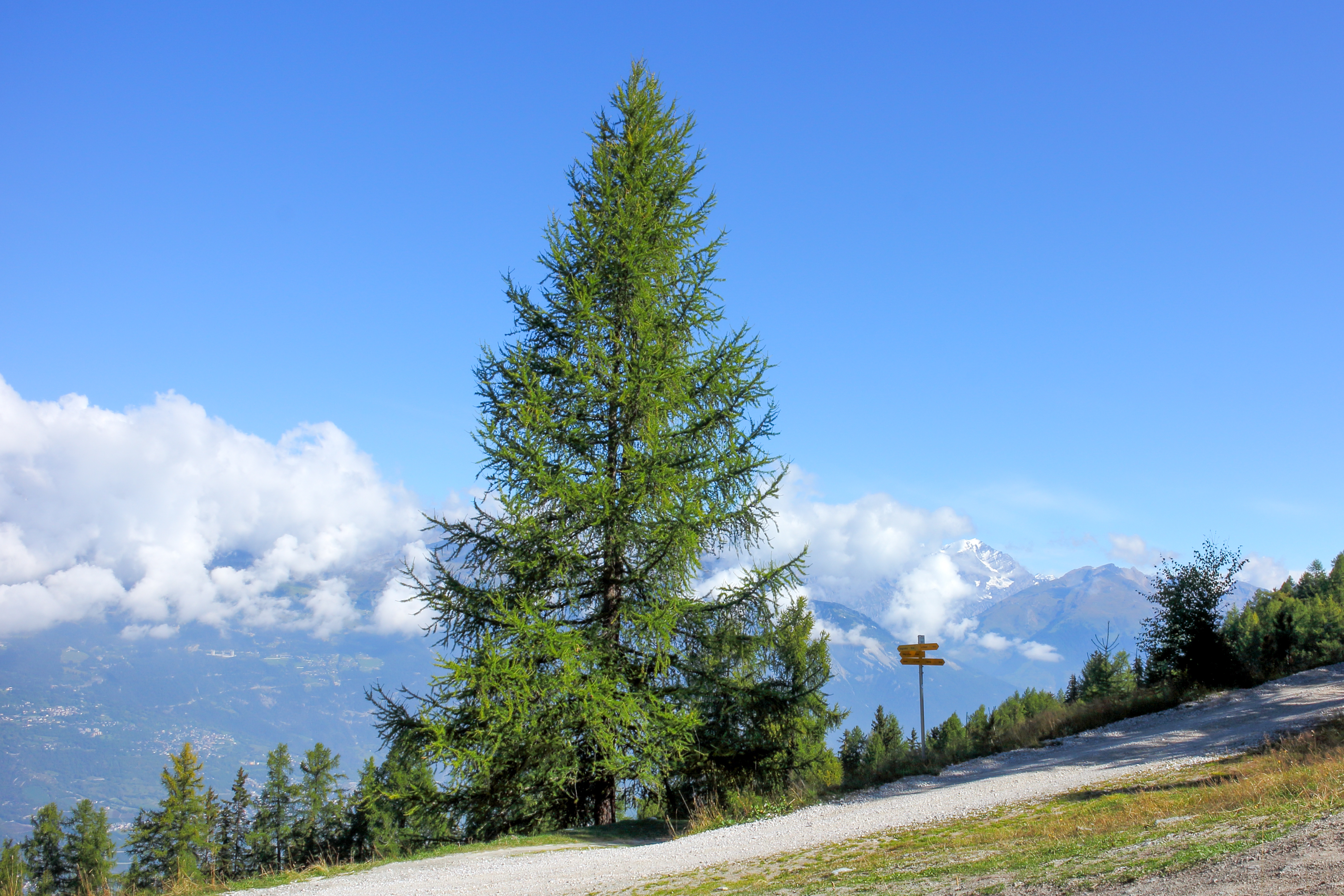
樹形の例
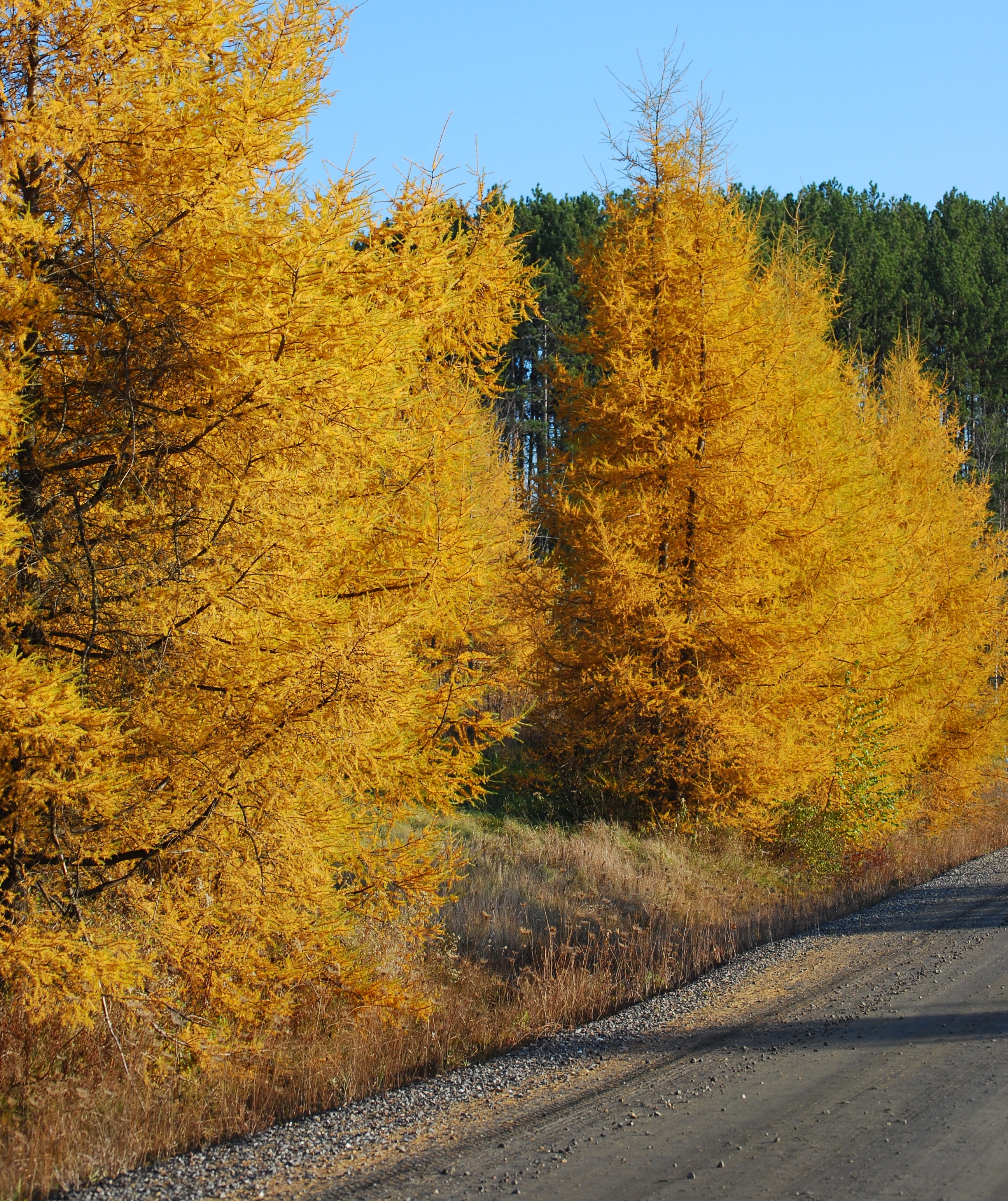
樹形の例 Larix larcina
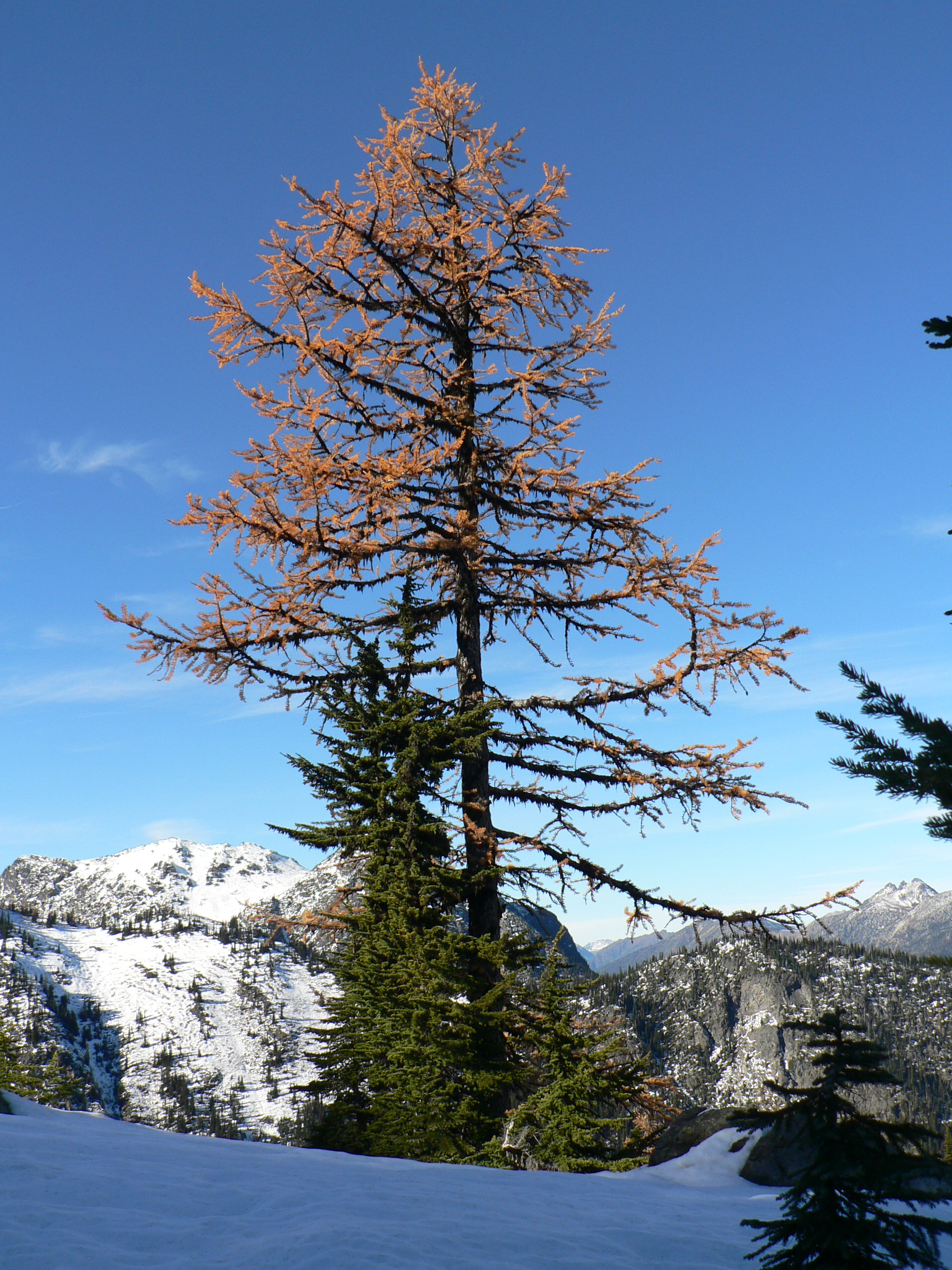
樹形の例
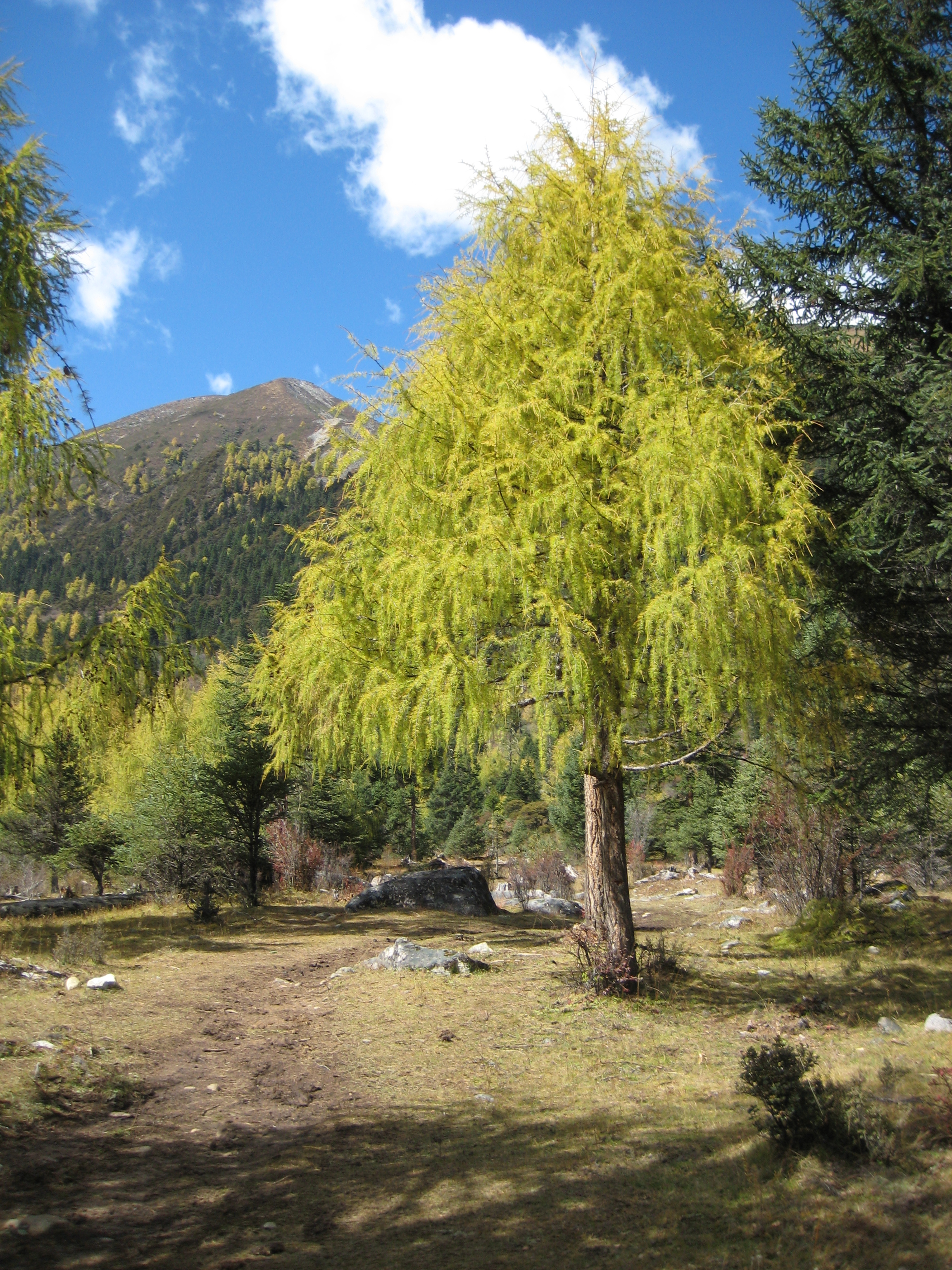
樹形の例
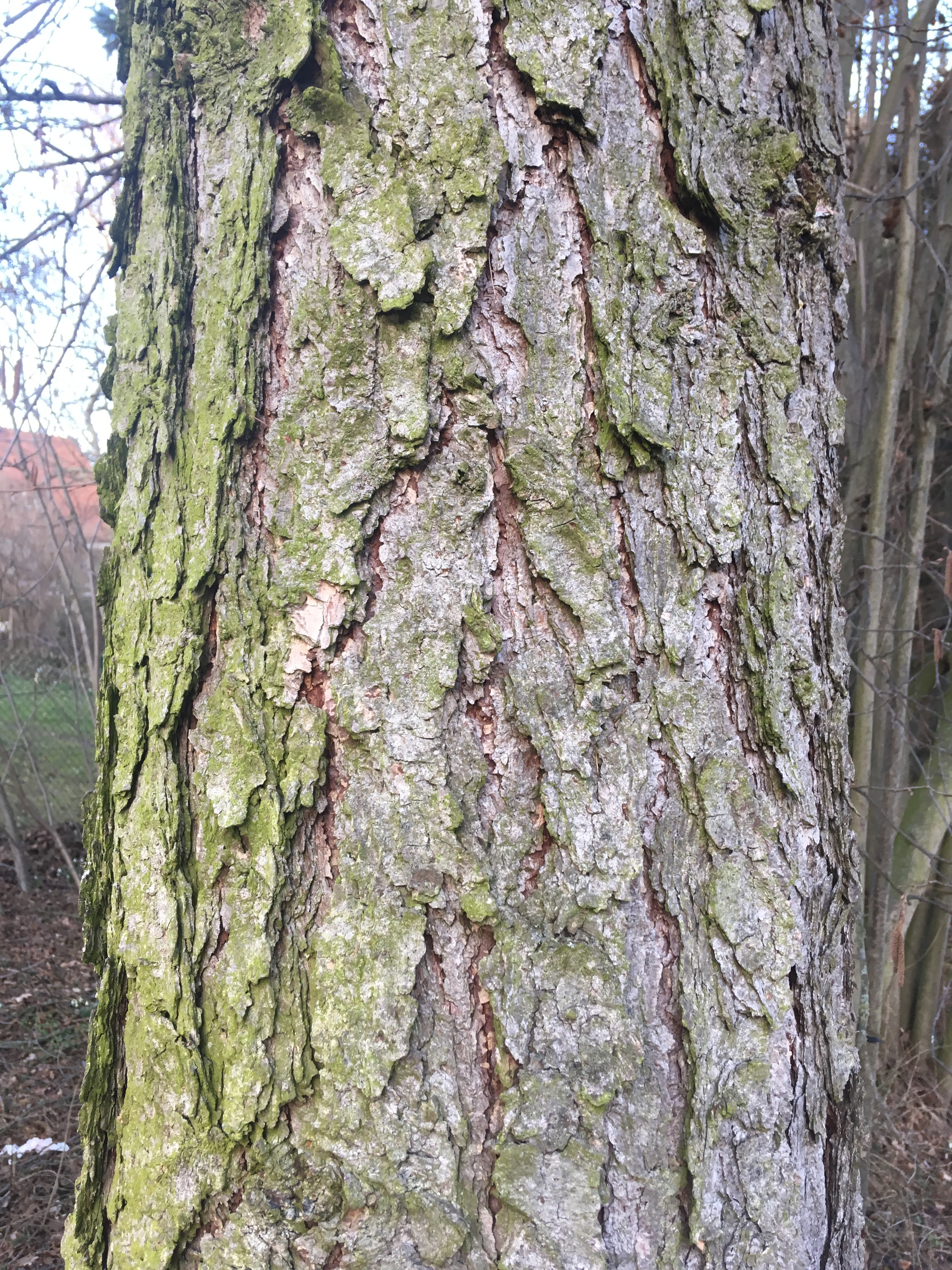
樹皮
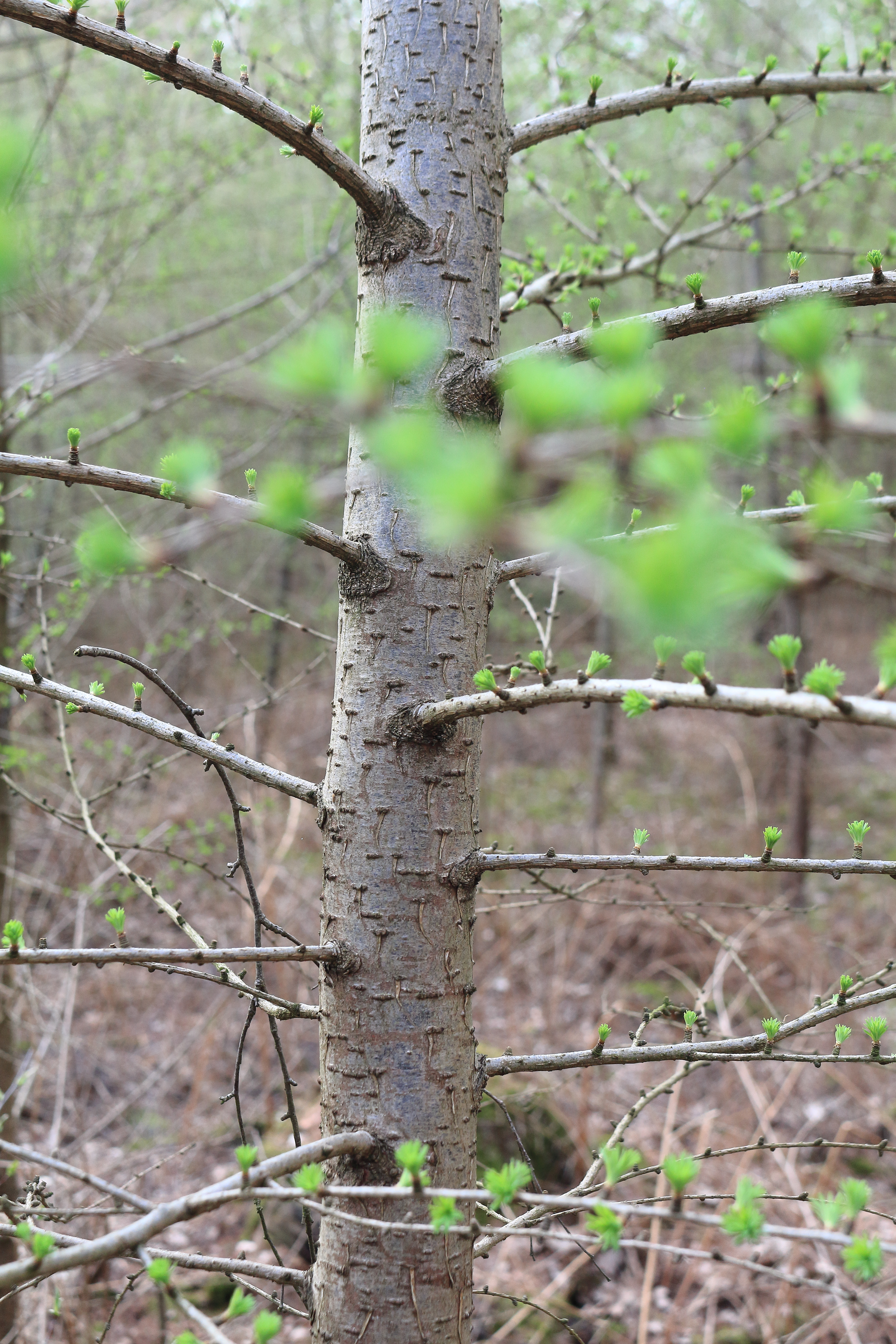
若い個体の樹皮

### 葉
葉は針状で2cm～5cmと短く、原則的に短枝の先端に20本～40本の葉が束になって生え（束生）、長枝には生えない。ただし、枝先にできる若い長枝に限り葉をつける（単生）、この点が若い長枝であっても鱗片葉という特殊な葉しか付けないマツ属と異なっている。

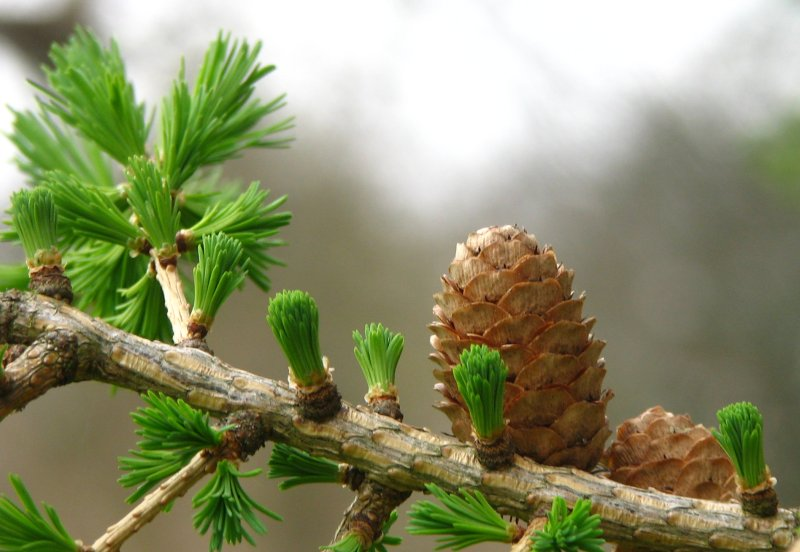
カラマツ属の枝には長枝と短枝があり、葉は原則として短枝につく
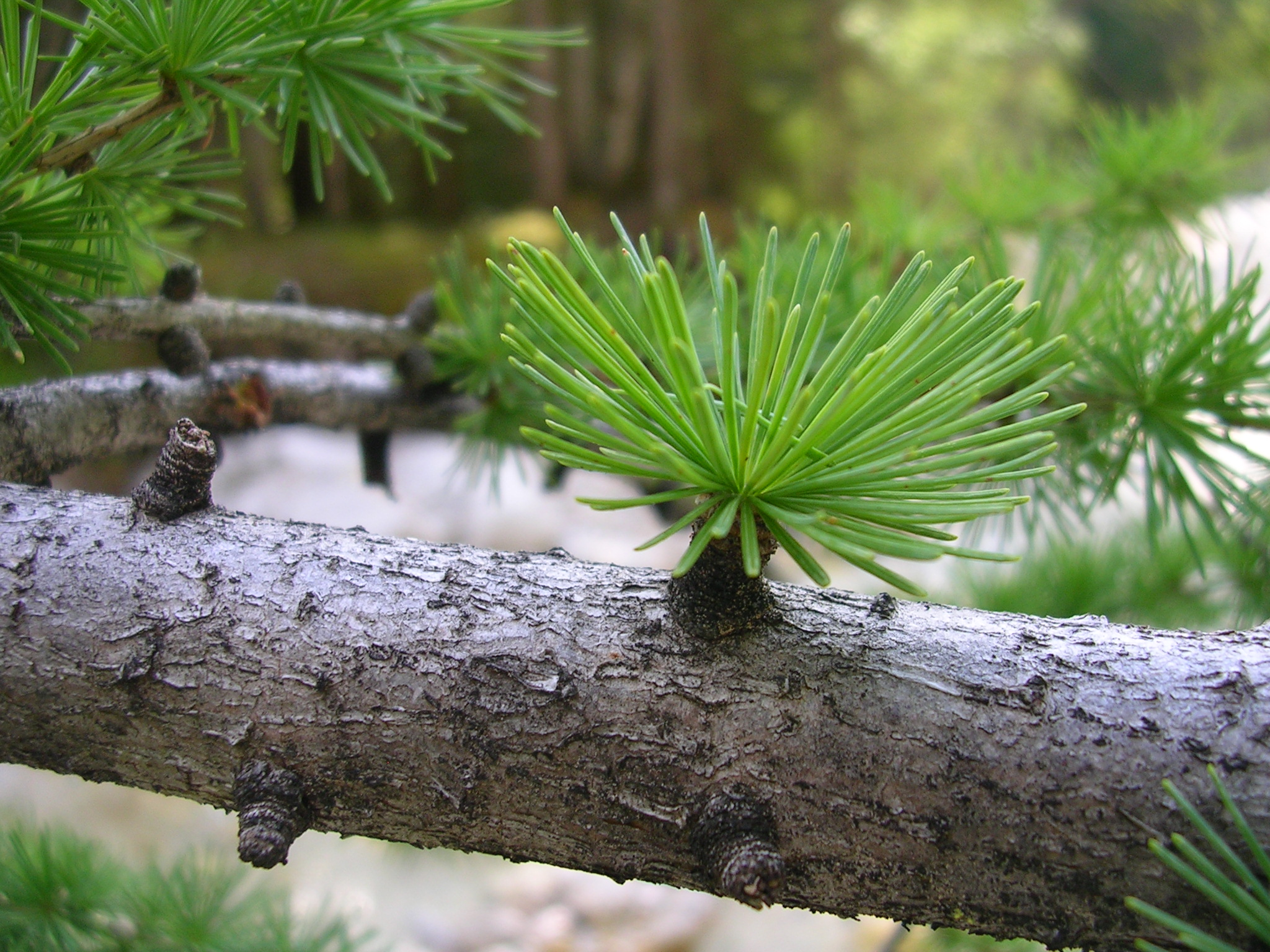
カラマツ属の展開した短枝の葉
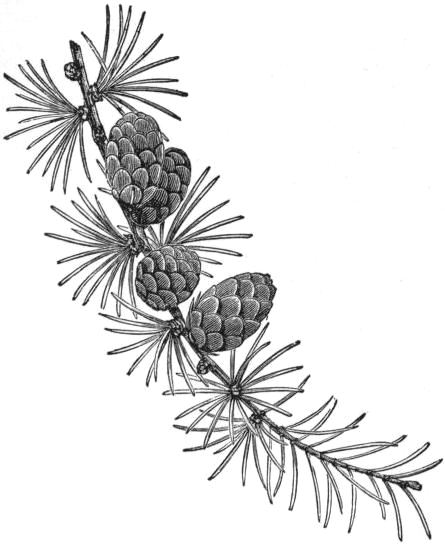
カラマツ属の葉のイラスト。枝先の若い長枝に限り葉をつけており、短枝の葉と違うのがわかる。

### 花・球果
花粉は風媒であり雄花は枝から下垂し地味なものである。雌花は枝から直立し、赤色の混じるものが多い。マツ科針葉樹には花粉に2つの気嚢を持つ種が多いが、カラマツ属は気嚢を持たない。球果はマツ属のもの（いわゆる松ぼっくり）とよく似たもので多数の鱗片から構成されるが、マツ属と違い個々の鱗片状上に突起（英:umbo）は形成されない。球果から苞鱗が見える種もある。
中国にカラマツによく似た形態を持つ同じマツ科のイヌカラマツ(学名；Pseudolarix amabiris）という一族一種の珍しい針葉樹があるが、カラマツ属とは雄花の構造が特に異なる。なお、イヌカラマツについては形態こそカラマツ属と似ているもののカラマツとは遠縁で、むしろモミ属（学名：Abies）やヒマラヤスギ属（学名：Cedrus）とともにマツ科モミ亜科に属するとする説が強い。

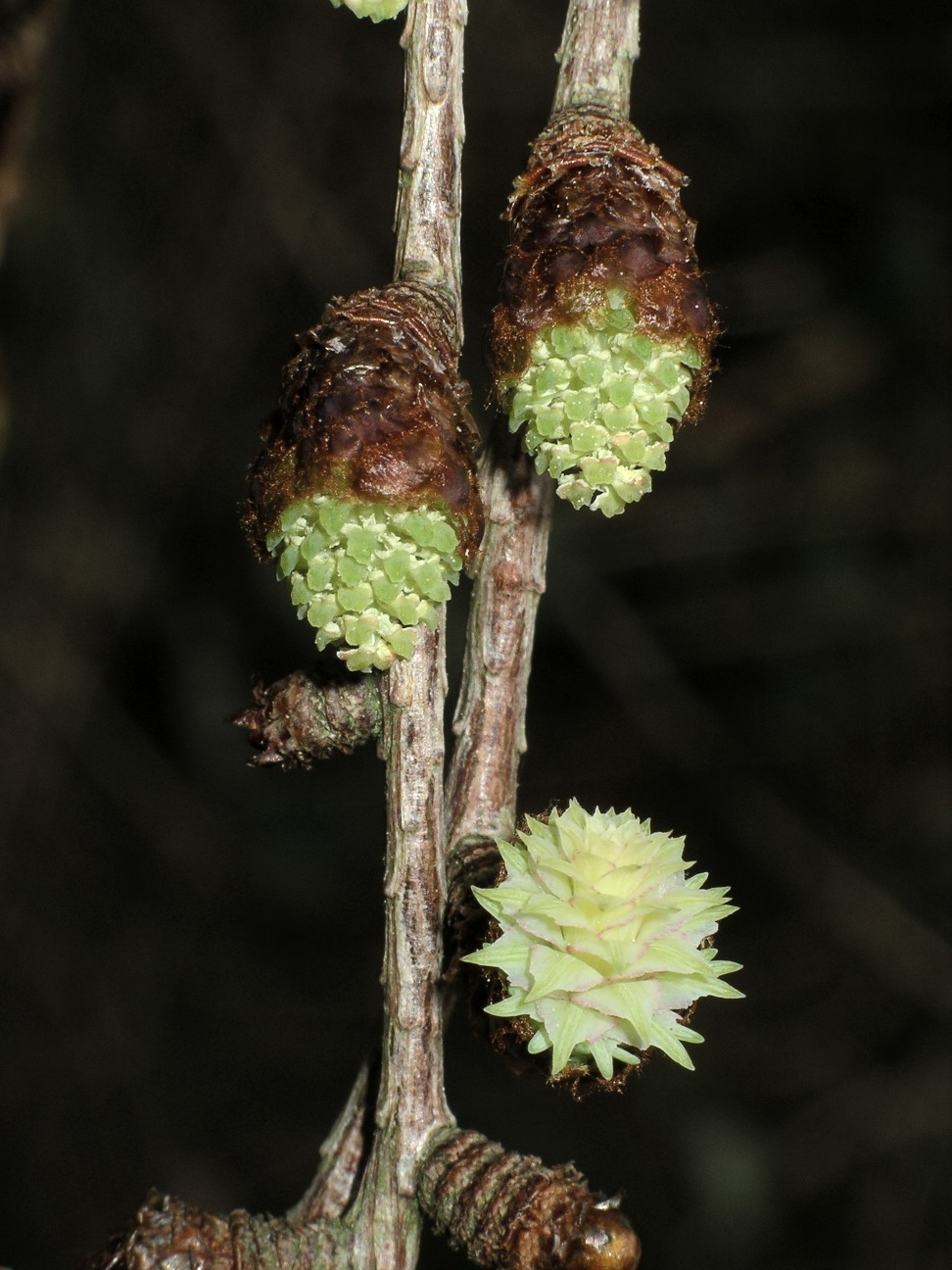
上2つが雄花、下が雌花
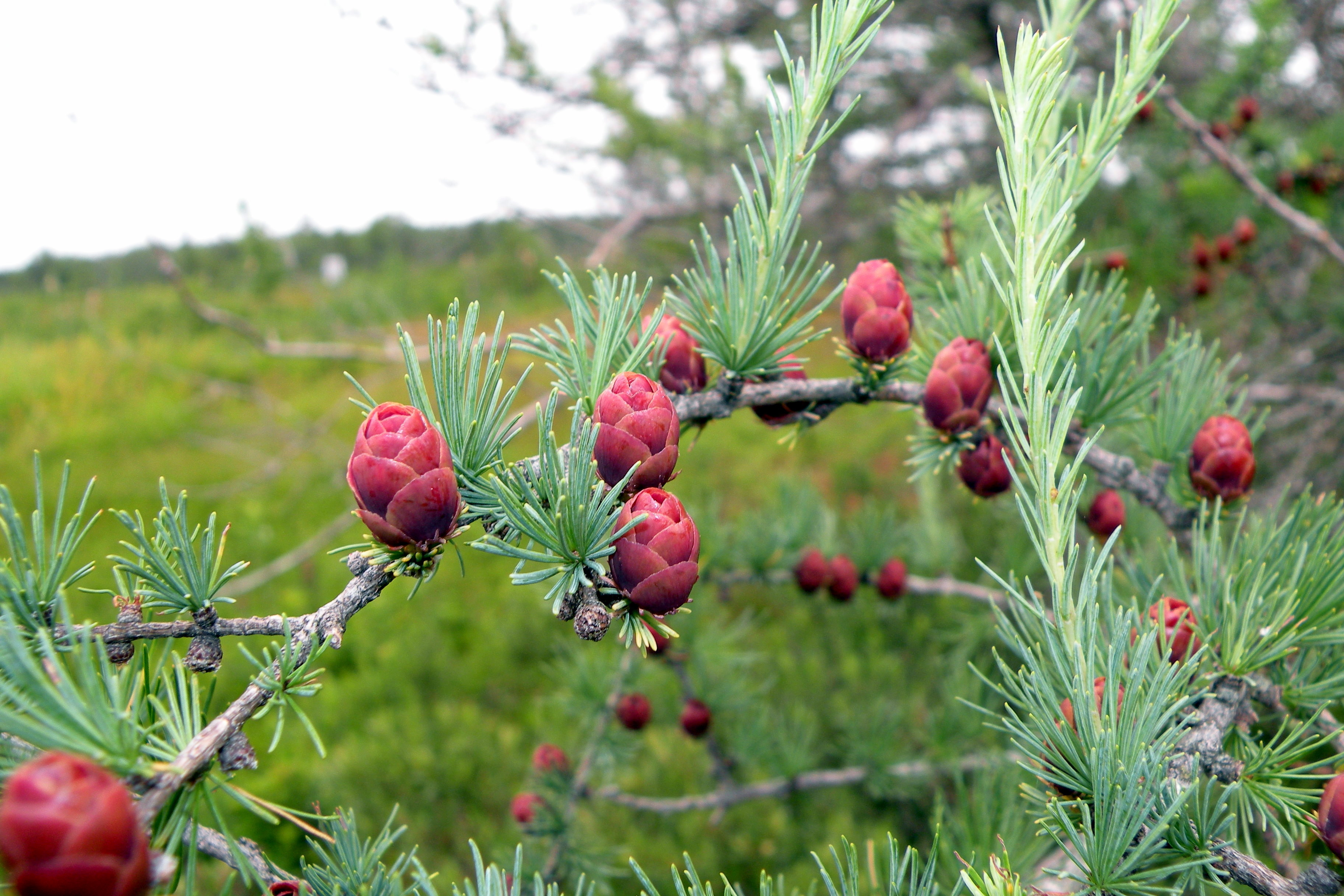
カラマツ属の雌花
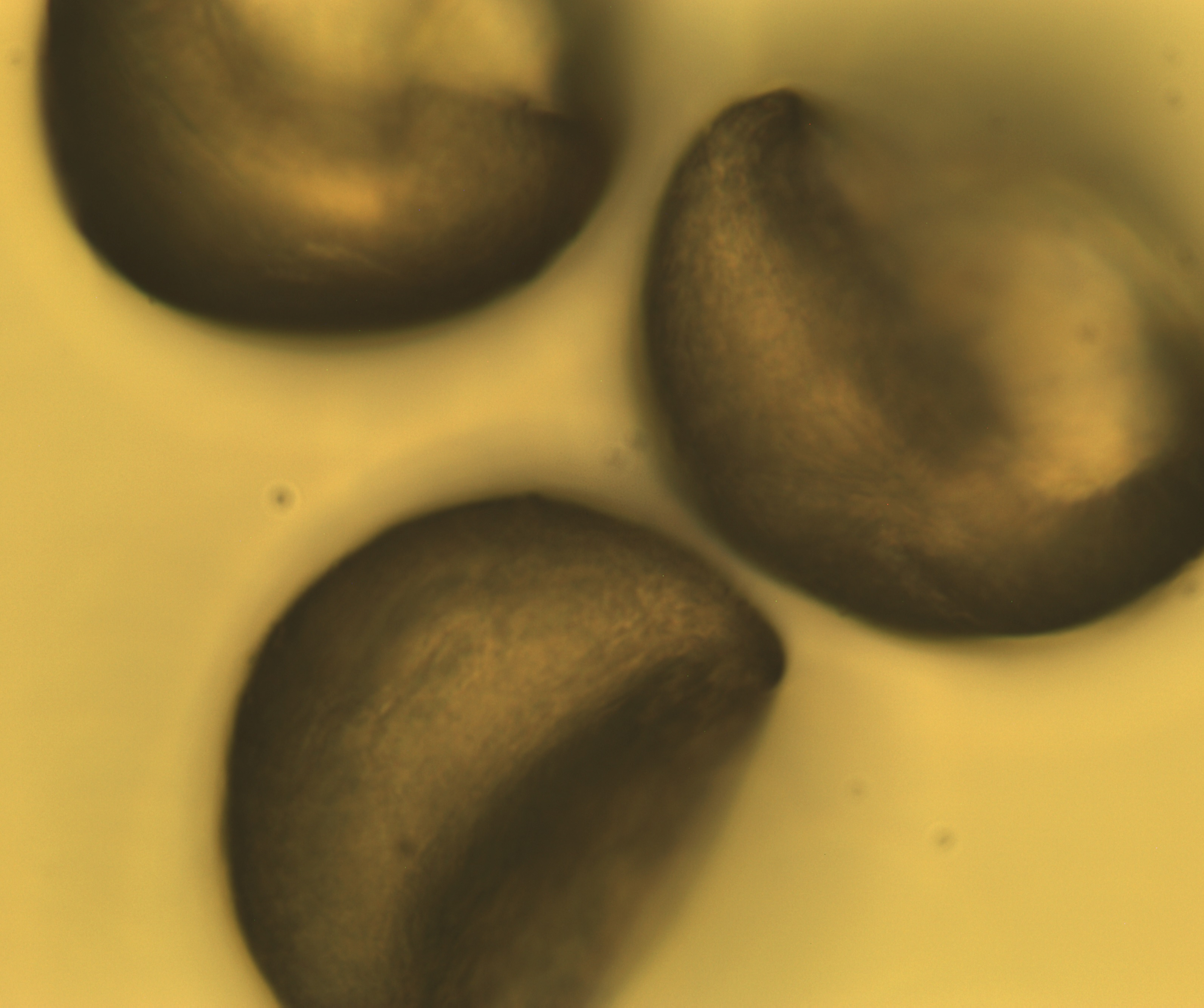
カラマツ属の花粉
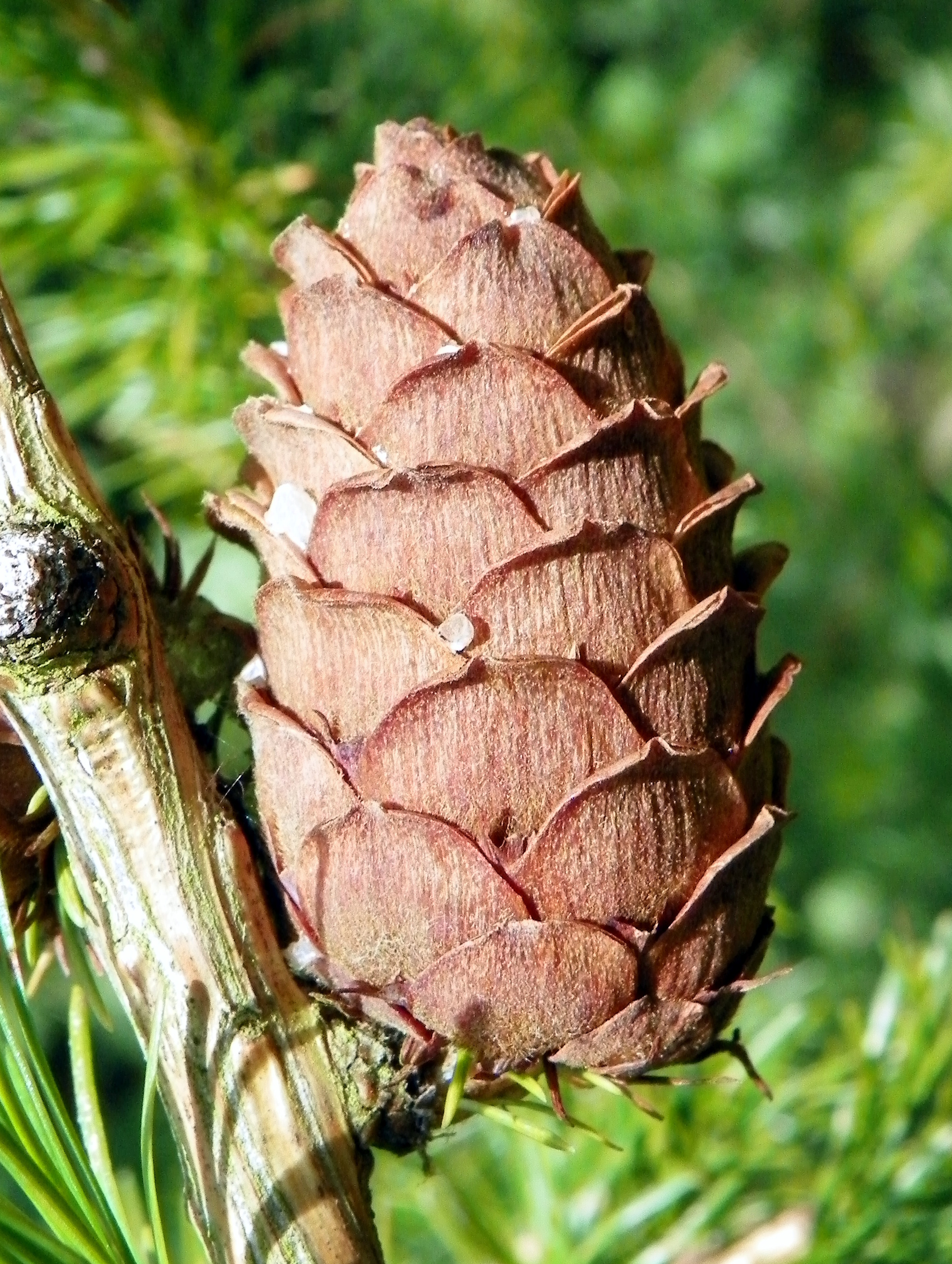
カラマツ属の球果には突起がない
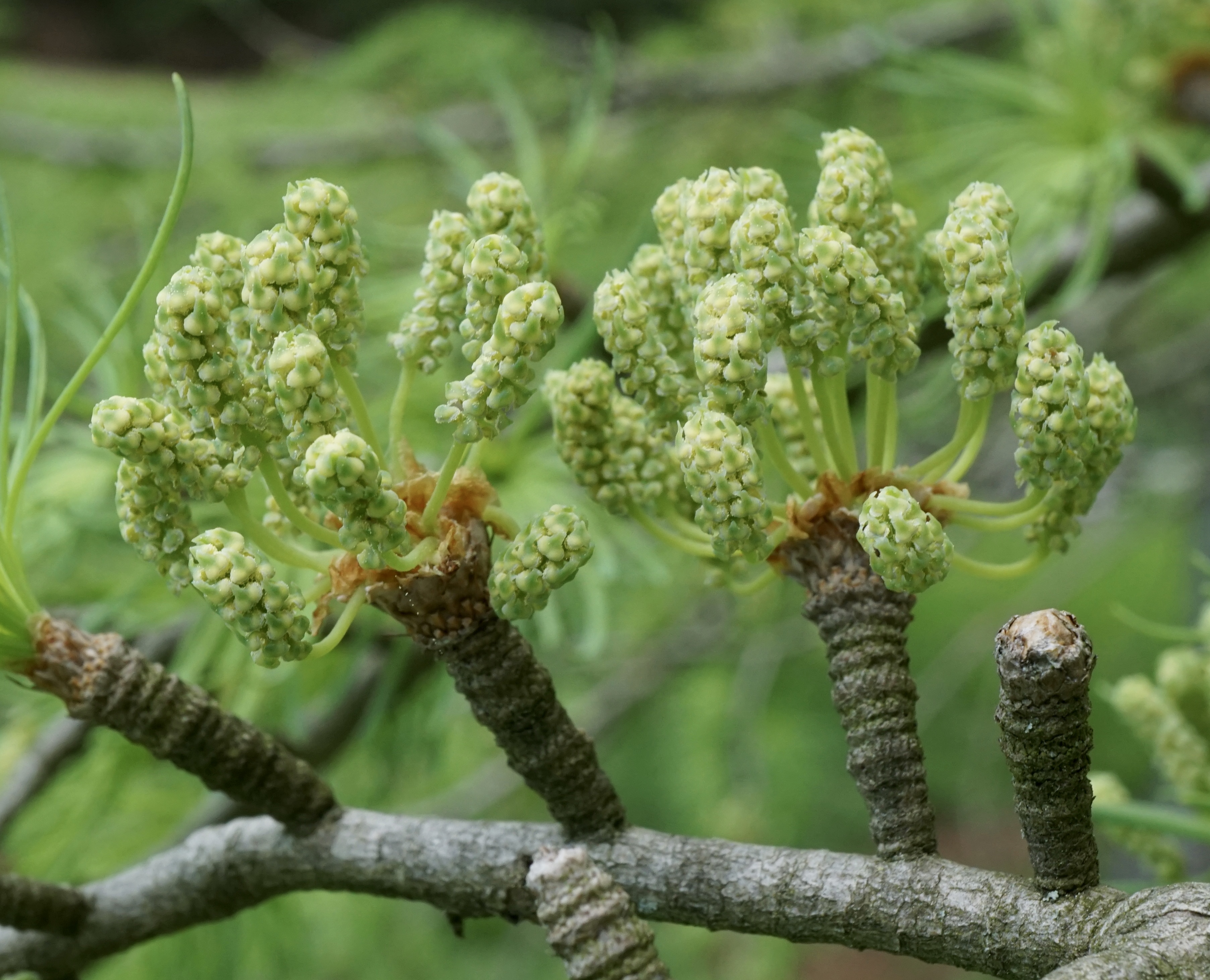
参考：イヌカラマツの雄花 Pseudolarix amabiris
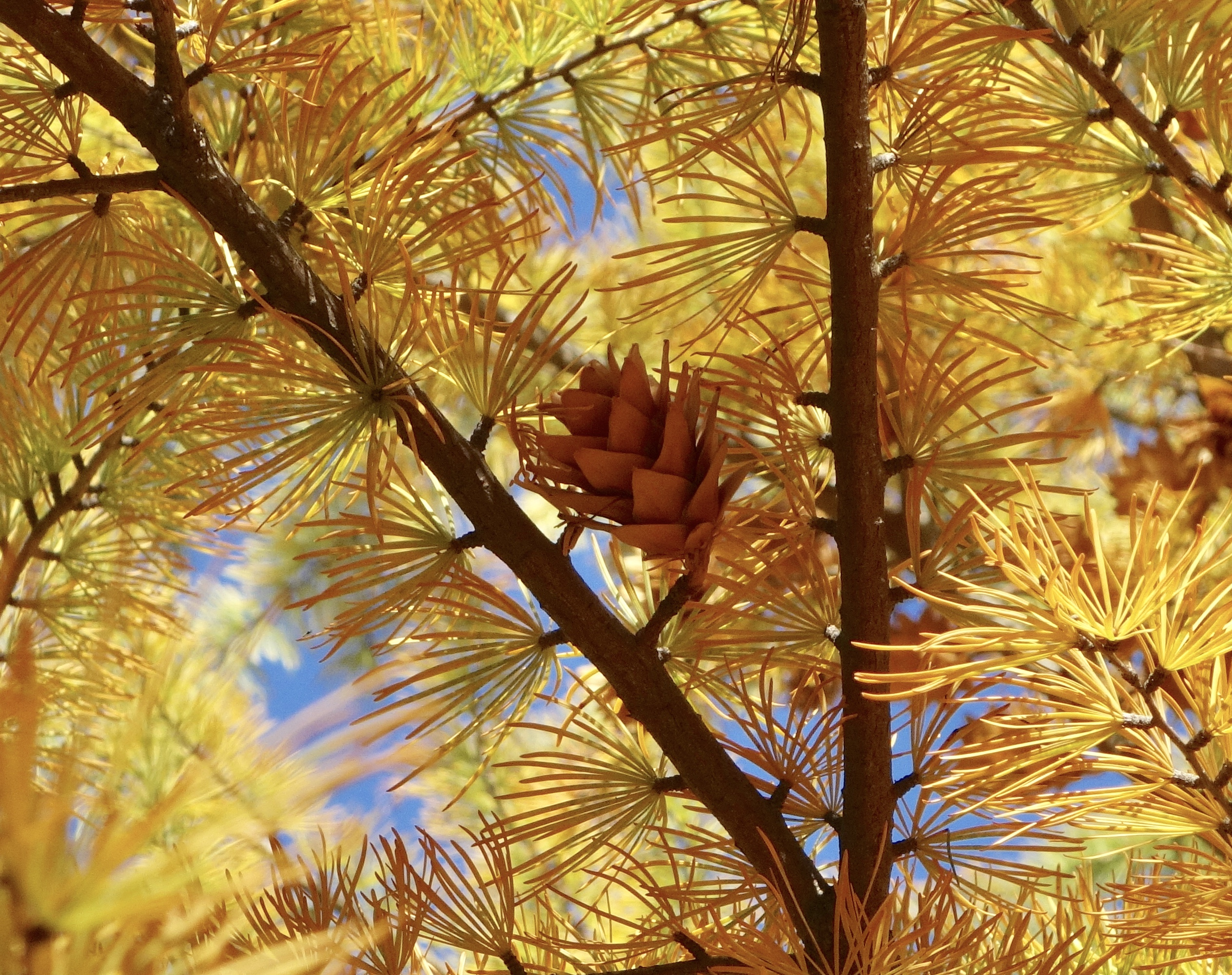
参考：イヌカラマツの黄葉と球果Pseudolarix amabiris

## 生態
カラマツ属はいずれも陽樹（日当たりの良い場所を好む）であり、成長が早いため、何らかの原因で森林が消滅した場所に真っ先に進出する樹木（いわゆる先駆植物）のひとつである。通常の立地の下では、やがてはトウヒ・モミなど暗い場所を好む樹木（陰樹）に取って代わられて一代限りで消えていくため、川の周囲や湿原、断崖絶壁の上など特殊で悪条件の場所以外は、通常カラマツの森が永続することはない。しかし、東シベリア内陸部のタイガでは広大な面積のグイマツ・シベリアカラマツ林が永続的に成立している。これは冬季の極端な低温と分厚い永久凍土、少ない降水量などによるもので、ある意味では地域全体が特殊で悪条件の場所だから、と言える。
他のマツ科と同じくカラマツ属樹木の根も菌類と共生し菌根を形成する。樹木にとっては菌根を形成することで、土壌中の栄養分の吸収促進や菌類が作り出す抗生物質等による病原微生物の駆除等の利点があり、菌類にとっては樹木から光合成産物の一部を分けてもらうことができる。土壌中には菌根から菌糸を介し同種他個体や他種植物に繋がる広大なネットワークが存在すると考えられている。共生する菌類の子実体は人間がキノコとして認識できる大きさに育つものが多く、中には食用にできるものもある。
カラマツ属は葉を比較的疎らに付けるため、カラマツ属を主体とする林内は明るい。カラマツ属林ではしばしば落ち葉が厚く堆積する。実際にカラマツ落葉の分解速度は広葉樹林と比べても遅いという。林内が明るいものの林床の植生の発達が悪いことがしばしばみられることから、カラマツには何らかのアレロパシーがあると見られている。フェノール類に着目した研究では降雨時のカラマツ樹幹を流れるフェノール類はアレロパシーを起こすのに十分な濃度だという報告がある
シベリアにおけるグイマツの例では、永久凍土によって根を伸ばせるのは地中20cm程度まで、春先の融雪による過湿、夏場及び冬場の乾燥、低温によるアルカリ性の土壌などの厳しい条件のもと、樹齢70年以上にもかかわらず胸高直径数cmにしか育たないという劣悪な生育状況の下で、1ha辺り1万本もの高密度で生えているという林分があるという。なお、カラマツはグイマツに比べて過湿には弱いという。

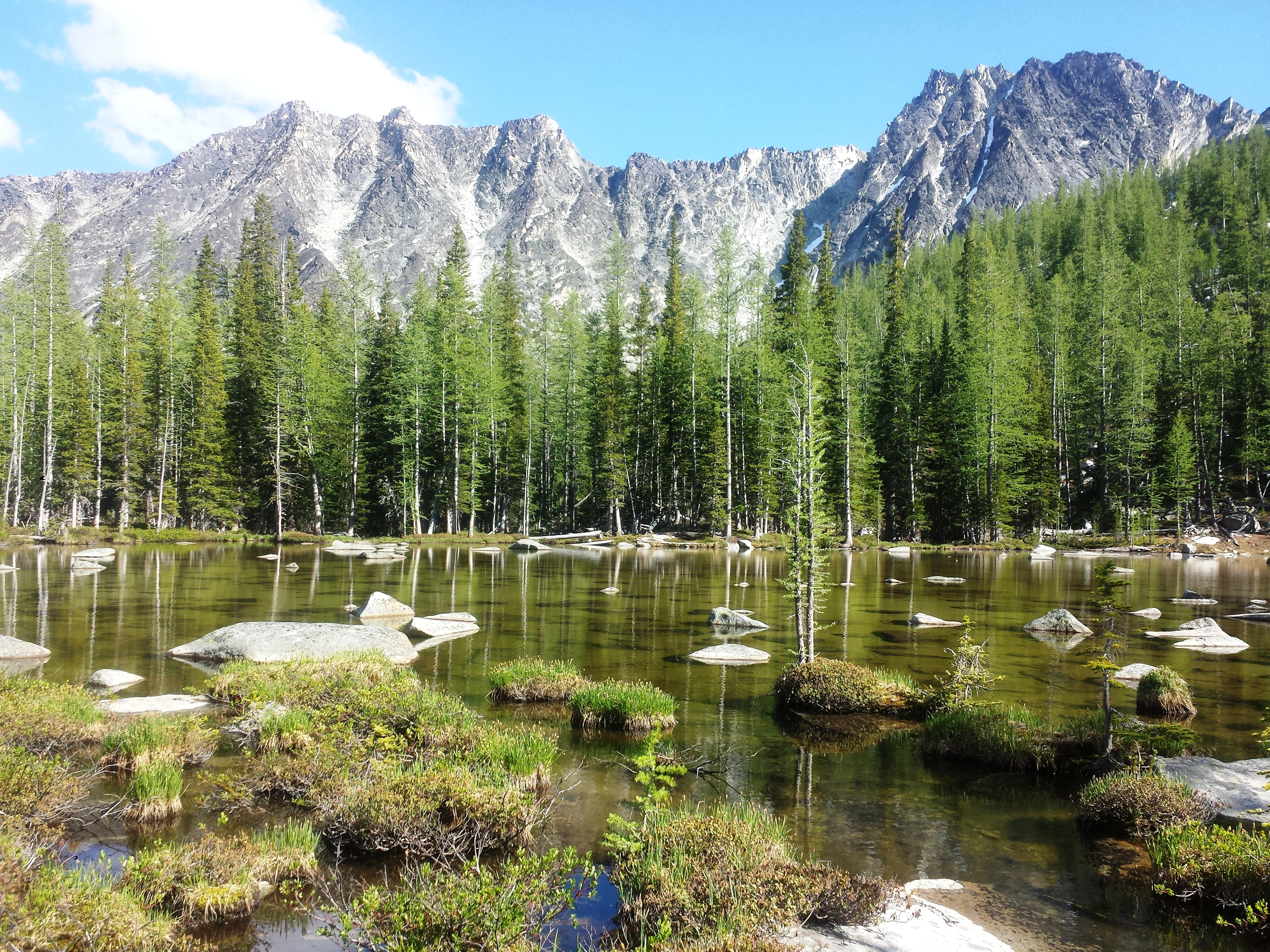
水辺に生えるカラマツ属。アメリカ西部山岳地帯にて
菌根によるネットワークの模式図
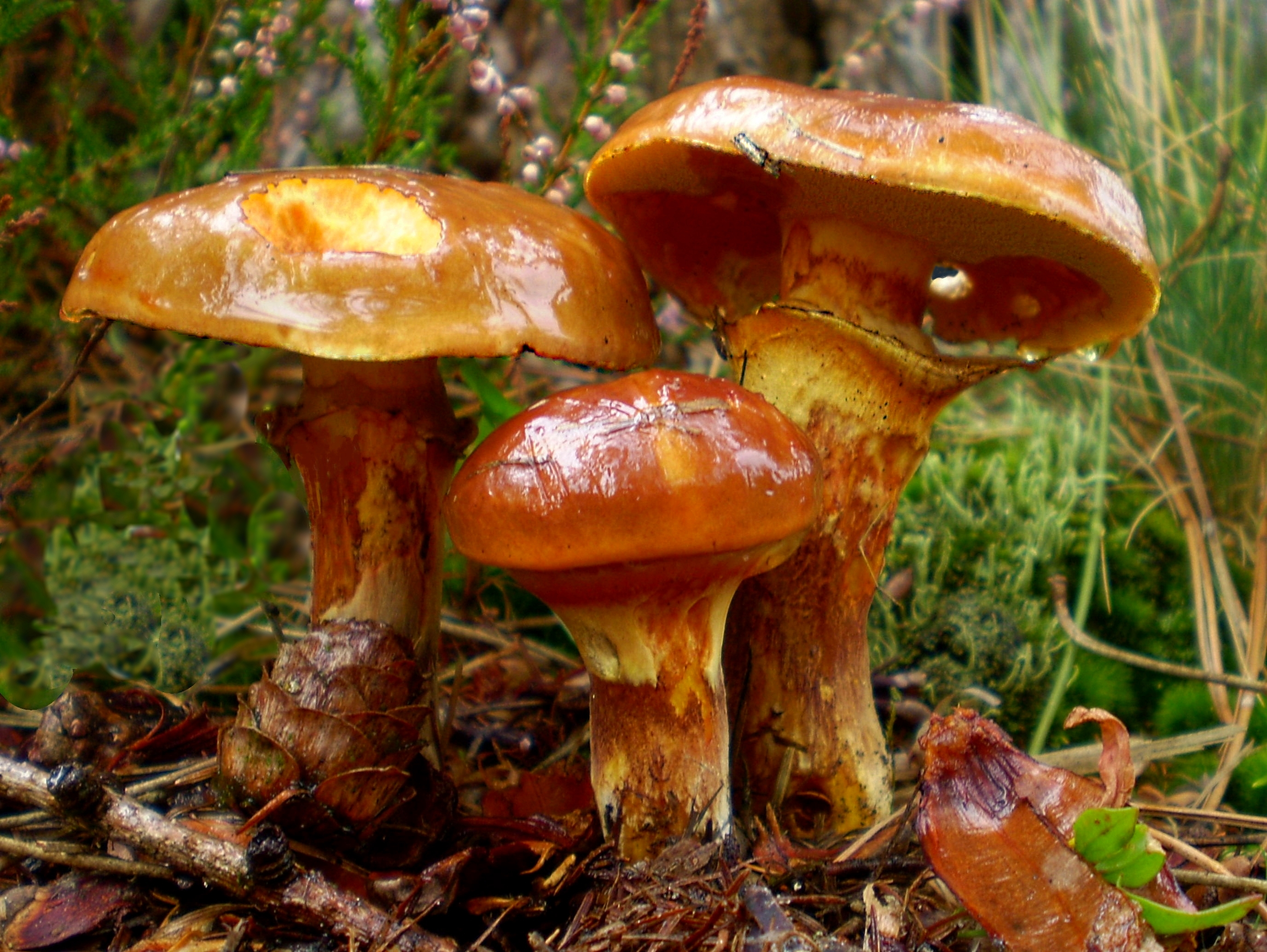
カラマツ属と共生関係にあるキノコの一種ハナイグチ

## 分布
カラマツ属は、ヨーロッパ、シベリア、ヒマラヤ、北アメリカ北部など北半球の亜寒帯と中緯度の高山に広く分布する落葉針葉樹である。世界に約12種が分布し、最も南にあるのはヒマラヤ山地で、標高2000 - 3000メートル以上に生じる。北限は北緯72度に達し、ここでは標高が低く、時に海岸線に近いところにも生える。
日本の高原を代表する植物でもあり、長野県や群馬県、北海道などのスキー場などに多く植えられている。落葉樹のため新緑や紅葉（黄葉）がきれいで、特に紅葉は人気があるが、他の木よりその時期は遅い。世界には10種以上あるが、日本にはカラマツ1種が中部山岳地帯の山地帯から亜高山帯にかけて分布し、宮城県蔵王の馬ノ神岳にも隔離分布する。
樺太と千島列島そして色丹島、さらに東シベリアの広大な地域には、カラマツとごく近縁なグイマツ（Larix gmelinii ver japonica）が分布する。最終氷期にはグイマツは北海道から東北地方北部まで分布を広げていたが、北海道では8000年前頃、東北ではそれ以前に絶滅した。
中国からシベリアにかけてグイマツに近いダフリアカラマツ（L. gmelinii）があり、大興安嶺にはその大森林が広がる。その西方にはシベリアカラマツ（L. sibirica）、朝鮮半島にかけてはチョウセンカラマツ、そして雲南省からヒマラヤにかけてはウンナンカラマツが分布する。
ヨーロッパにはヨーロッパカラマツ（L. decidua）が分布し、北米では北にアラスカカラマツ、そのやや南にかけては湿地によく生育するアメリカカラマツ（別名：タマラック L. larcina）が分布する。

## 人間との関係
成長が早いことから、木材利用が逼迫した時期には寒冷地での植林樹種として利用された。このため、中部地方以北ではあちこちに人工林が存在する。北海道にも明治以降大量に植林された。
- かつては炭鉱の坑木として利用された。坑木不足が石炭の出荷量を左右したことから、盛んに植林が行われたが、皮肉なことに植林が軌道に乗った頃には炭鉱の閉山が相次ぎ、カラマツの市場は急激に縮小した。
- 1960年代は住宅用材の引き合いが強く、木材価格が高騰した。このため、そり、まがりといった木の特性に難があっても成長が早いカラマツが注目を浴び、盛んに植林が行われた。
- ヤニが多く、材は乾燥によりねじれが生じる。現在はねじれの少ないカラマツが育種により開発されている。
- 住宅の品質確保の促進等に関する法律が成立した現在では、そのまま建材として利用することは難しく、集成材などに加工して用いられる。木地の色は赤みがかっており特徴的である。
- 他の用途への利用も進められているが、消費は伸びていない。
- 2007年現在、針葉樹合板のコア材として利用されてきたロシア産カラマツが輸入困難な状況となっており（中国での需要拡大の影響）その代替として国産カラマツの消費が伸びつつある。

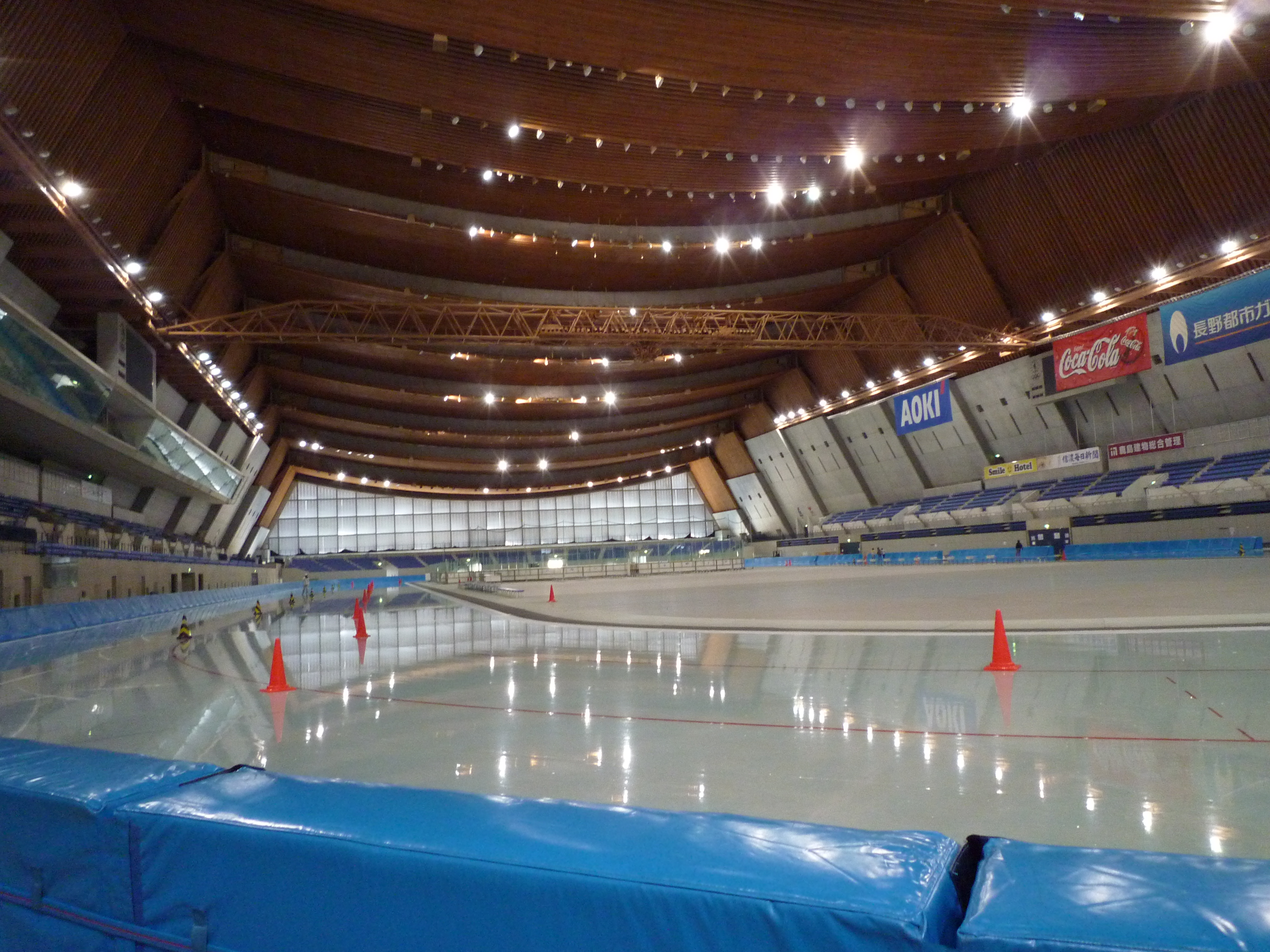
カラマツ集成材が用いられた長野県の屋内スケート場エムウェーブ

## 下位分類
かつてはカラマツ属の分類は球果の形状によるものが有名であり、長い苞鱗を持つものを原始的なグループとしてMultiserialis節（Section Multiserialis）、短いものをより進化したグループLarix節（Sect. Larix）などと分けていたが、遺伝子的な研究から近年ではユーラシア地域のものとアメリカ地域のものに大別し、さらにユーラシア地域のものを苞鱗の長短で分ける3グループ説が主流になっている。

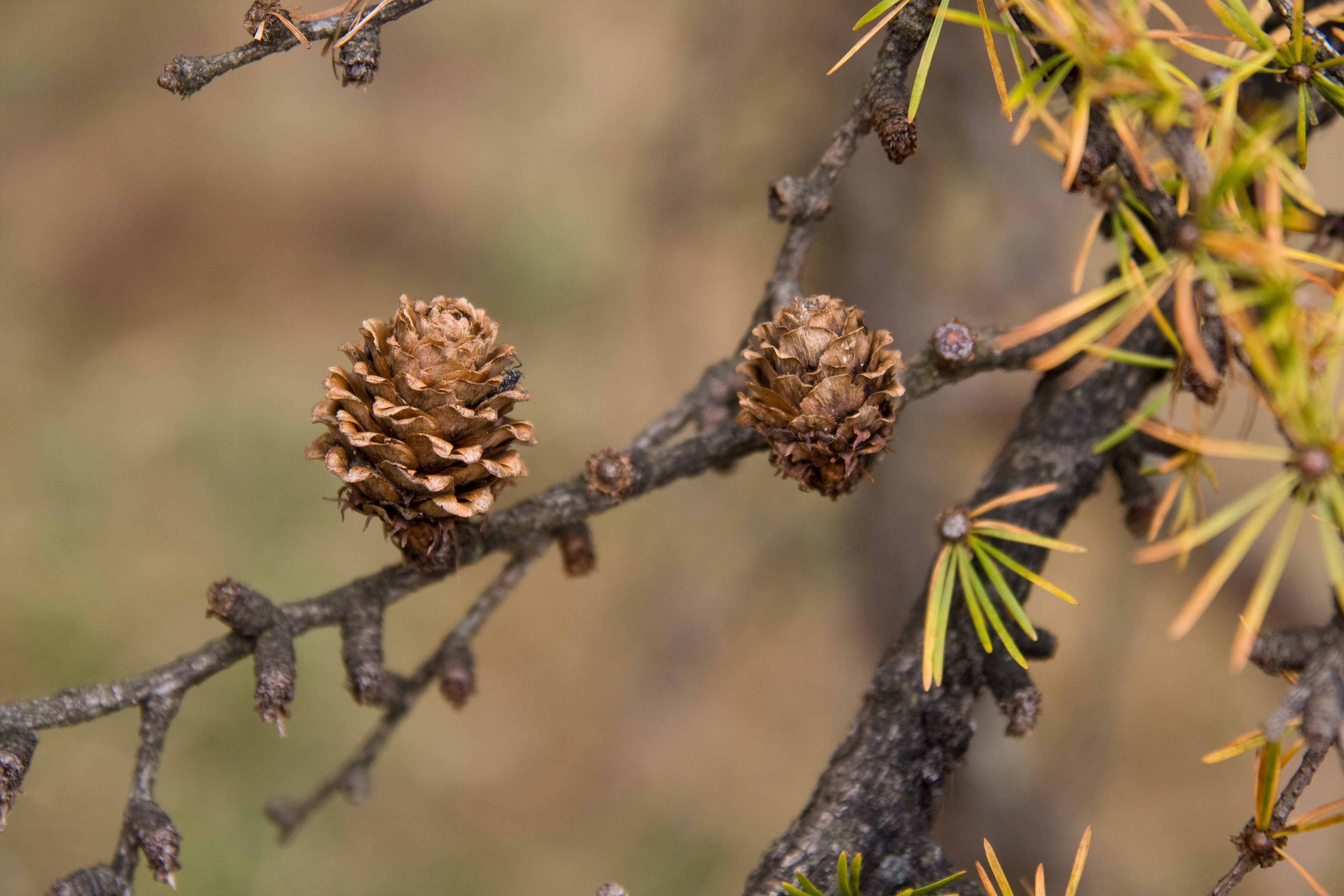
L. kaempferi球果
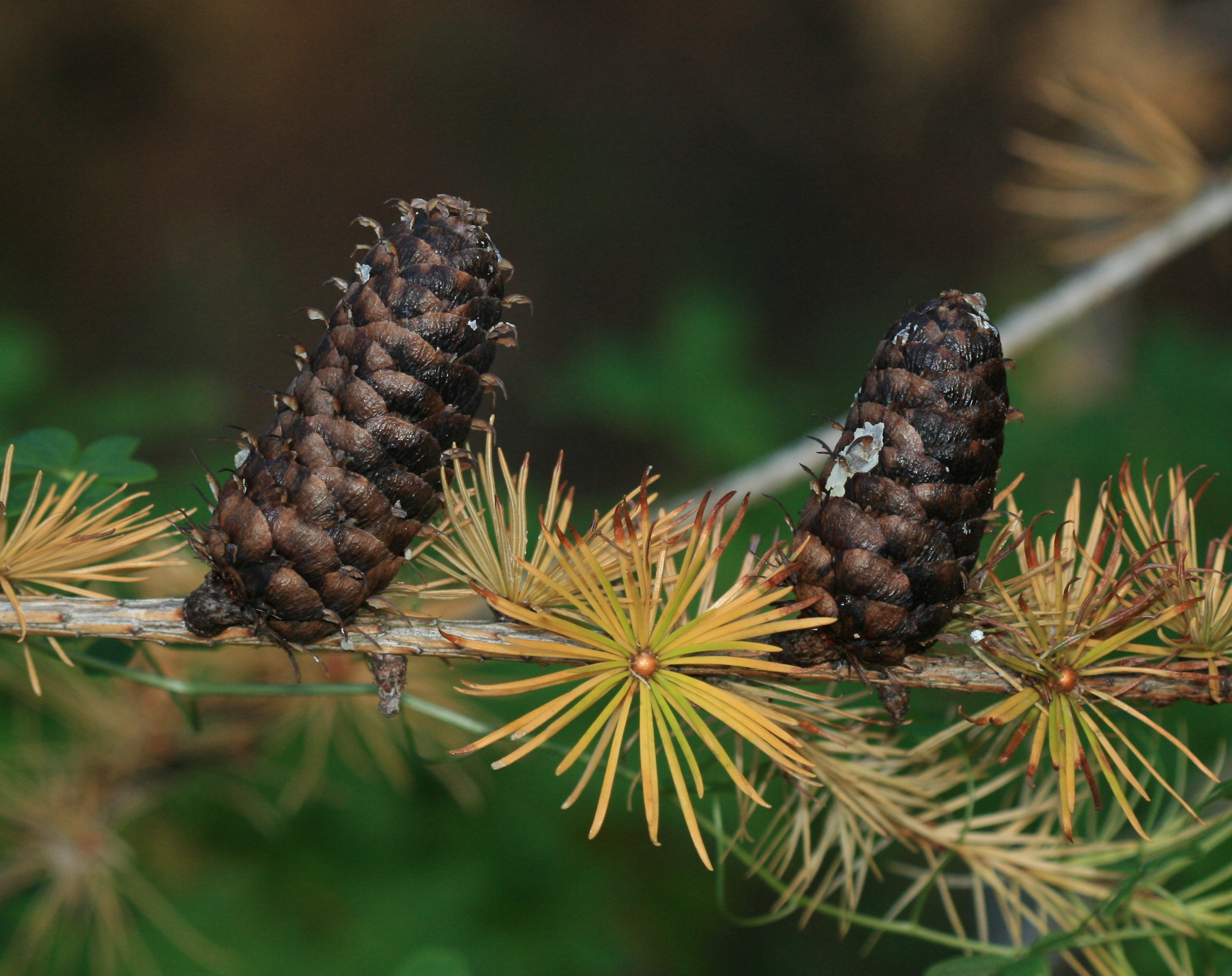
L, himalaica球果
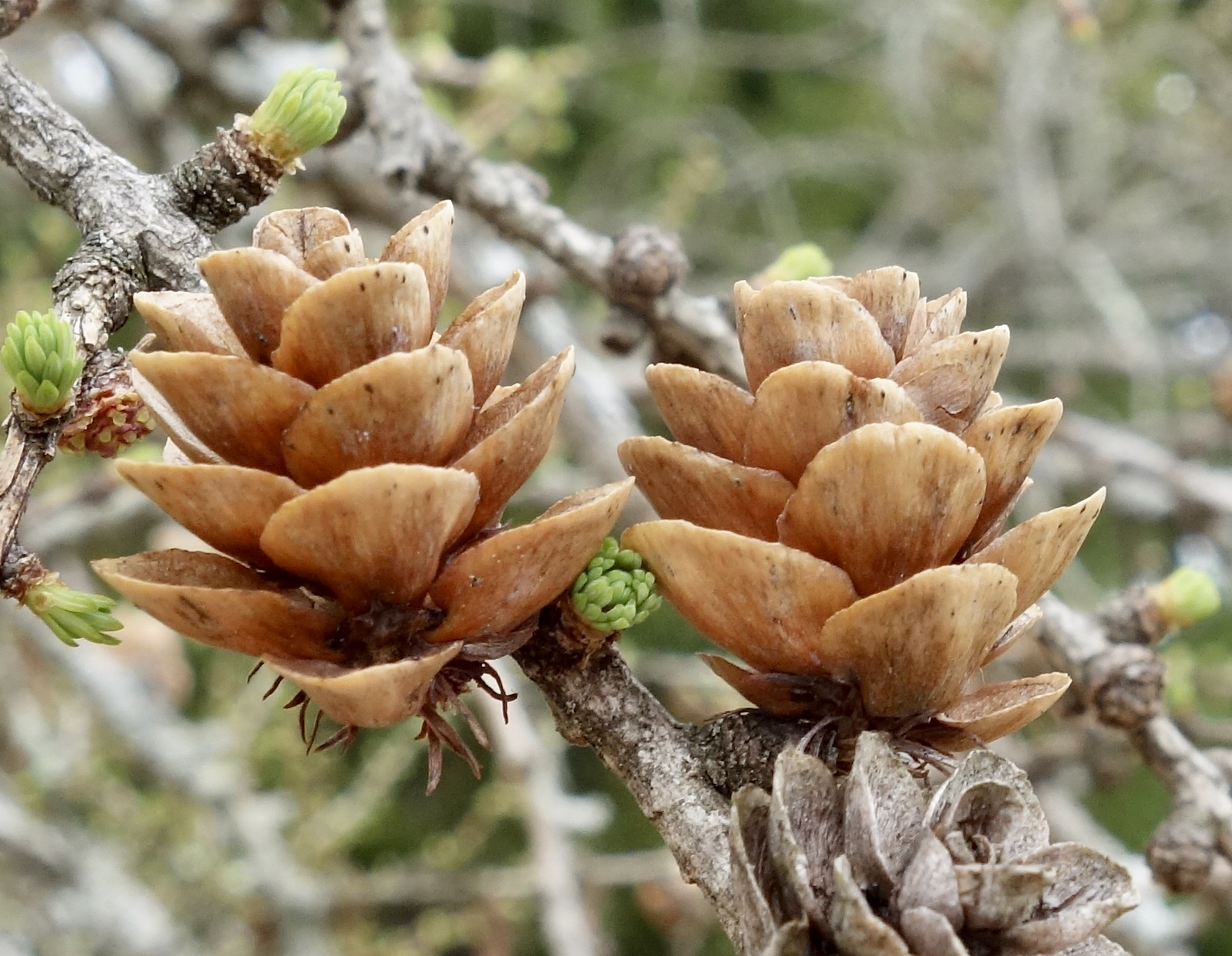
L. larcina球果
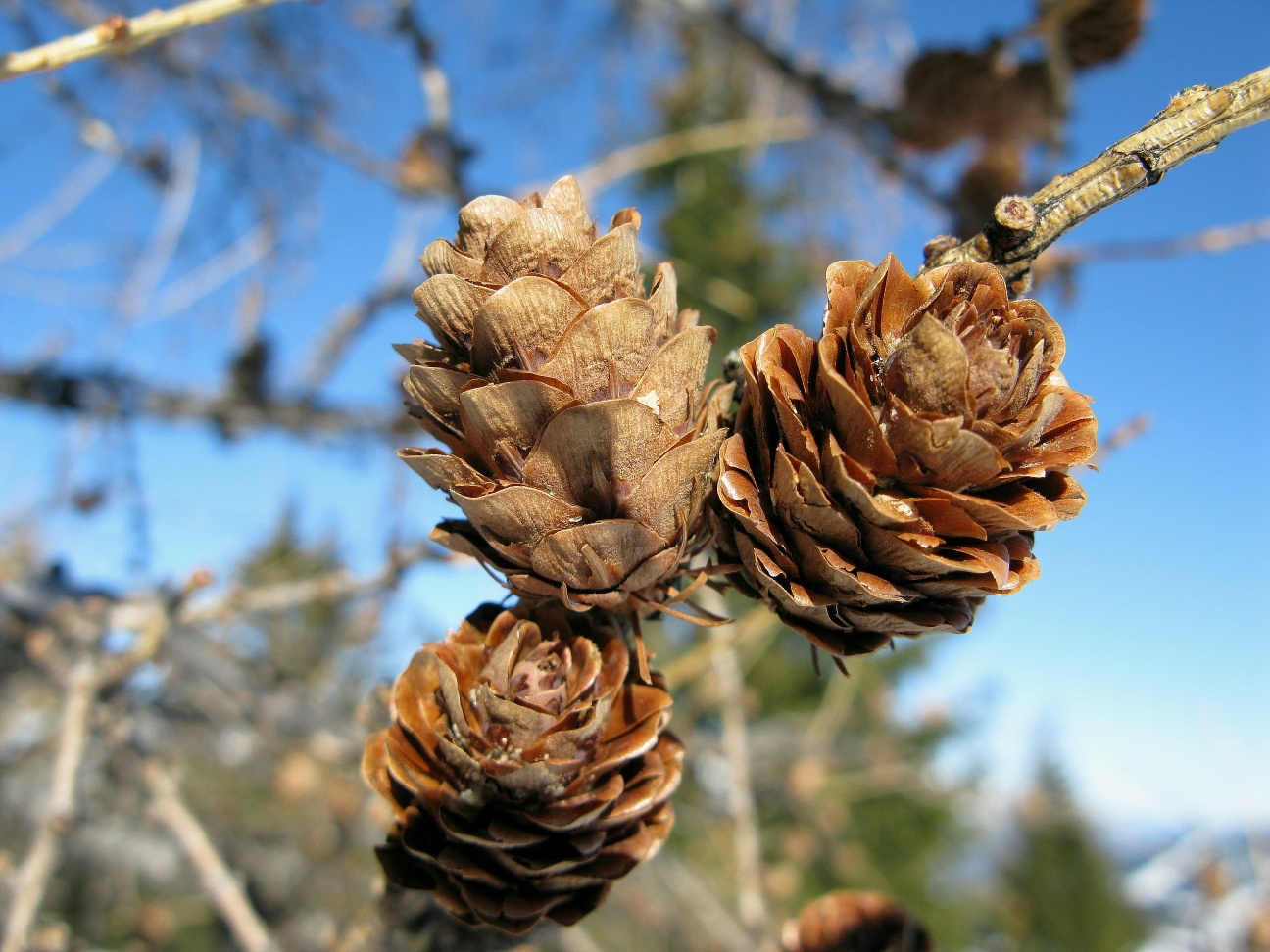
L. decidua球果
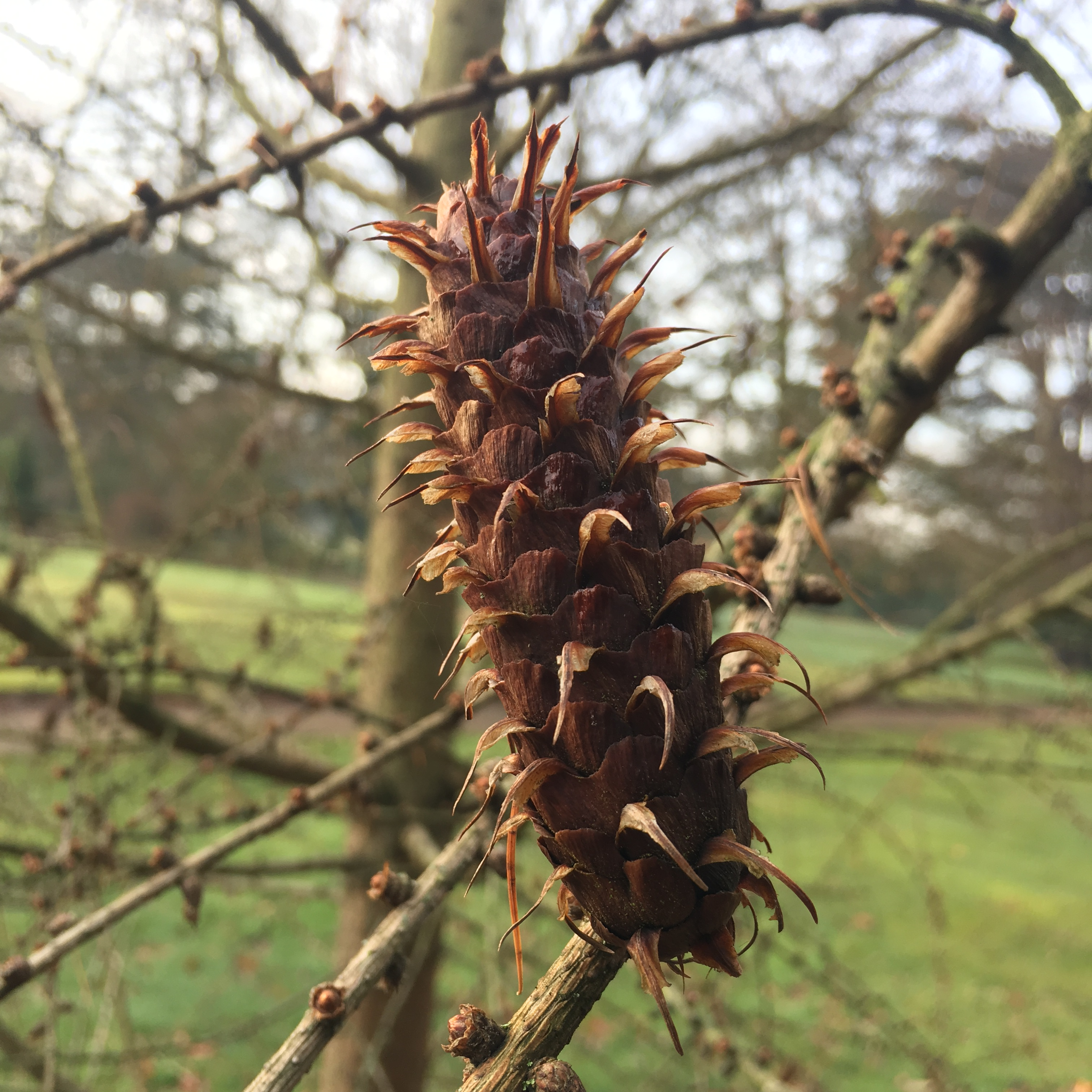
L. griffithi球果

### アメリカ産種
- アメリカカラマツ　Larix larcina

アメリカ北東部に分布。カラマツ属の中で最も進化した種であるといわれることが多い。
- L. Iyalii

英名Subalpine larch（亜高山帯のカラマツの意味）
- L. occidentalis

アメリカ合衆国西部のいわゆる太平洋岸北西部（英:Pacific Northwest）に分布するカラマツ属最大種。この地域は針葉樹の楽園で多数の固有種のほか、マツ属最大種のPinus ponderosaやサトウマツ（P. lambertiana）、スギの仲間で樹高100mにもなるセコイアなどの巨大種が生息している。英名はwestern larch（西のカラマツの意味）で分布地にちなむ、

### ユーラシア産種

#### ユーラシア北部に分布し苞鱗の短い種
- ヨーロッパカラマツ（欧州カラマツ）　L. decidua

ヨーロッパ原産
- シベリアカラマツ L. sibirica

シベリア西部原産
- グイマツ（ L. gmelini）

シベリア東部、日本原産
- カラマツ（L. kaempferi）

日本原産で長野県を中心とした日本中部に分布しているほか、宮城県蔵王の馬神ノ岳に隔離分布している。遺伝子解析の結果、馬神ノ岳のものはほかの産地のものと比べて遺伝子の差異が大きいという
- マンシュウカラマツ L. olgensis

#### ユーラシア南部に分布し苞鱗の長い種
- L. potaninii

中国、ネパール原産。中国名は紅杉。
- L. mastersiana

中国の四川省を中心に分布。生息数が減少している。中国名は四川紅杉。
- L. griffithii

ブータン西部やネパールなどのヒマラヤ地域を原産とする。球果は細長く、苞鱗は大きく飛び出す。近縁種とともに原始的な種とされる。